# Звягинцев, Андрей Николаевич
Андрей Николаевич Звягинцев (род. 1969) — советский и российский офицер, водолазный специалист, начальник 40-го Государственного научно-исследовательского института аварийно-спасательного дела, водолазных и глубоководных работ Министерства обороны России, капитан 1-го ранга (22.01.2004). Герой Российской Федерации (13.03.2002).
В 2000—2001 годах командир группы 328-го экспедиционного аварийно-спасательного отряда Военно-морского флота России капитан 2-го ранга А. Н. Звягинцев участвовал в попытке спасения экипажа затонувшей атомной подводной лодки К-141 «Курск» в Баренцевом море, а также в подъёме «Курска».

## Биография
Родился 14 марта 1969 года в городе Сочи Краснодарского края. Русский.
С 1986 года в Военно-морском флоте. В 1991 году окончил с отличием Высшее военно-морское инженерное училище имени Ф. Э. Дзержинского и был направлен на Черноморский флот. Службу офицером начал с должности командира водолазной группы — водолазного специалиста поисково-спасательной службы судна-спасателя подводных лодок «Зангезур» в Севастополе. Занимался подготовкой курсантов школы водолазов.
С 1993 года — старший водолазный специалист 328-го экспедиционного аварийно-спасательного отряда ВМФ (Ломоносов, Ленинградская область). Выполнял важные задания на всех флотах России.
В 2000 году капитан 2-го ранга Звягинцев руководил группой водолазов, принимавших участие в обследовании и попытке спасения экипажа затонувшей атомной подводной лодки К-141 «Курск» в Баренцевом море. По результатам обследования, он установил, что шансов на спасение экипажа нет.
Летом 2001 года капитан 2-го ранга Звягинцев вновь руководил группой водолазов, принимавших участие в подготовительных мероприятиях и подъёме «Курска». За время спасательной операции Звягинцев совершил максимальное количество погружений, провёл под водой на глубине 100 метров более 870 часов. В нештатных ситуациях проявил самообладание и мужество.
4 августа, работая на корпусе лодки, обнаружил, что потеряна связь с напарником, с которым он работал в связке. Пробравшись к нему, увидел, что тот находится в бессознательном состоянии. Освободив его из-под завала, Звягинцев смог в максимально короткое время доставить напарника в колокол, после чего продолжил работу на корпусе субмарины.
8 августа во время работы на корпусе лодки в силу технических обстоятельств у самого Андрея оказался перекрытым шланг, через который подавался кислород. В критической ситуации он смог пройти без доступа кислорода 20 метров по самому корпусу подлодки, а затем ещё 10 метров — вверх, к тому самому спасительному колоколу. Сменив водолазный костюм, тут же вернулся к подлодке, чтобы во избежание аварийной ситуации отключить оборудование.
Указом Президента Российской Федерации № 274 от 13 марта 2002 года «за образцовое выполнение задания командования и проявленные при этом мужество и отвагу» капитану 2-го ранга Звягинцеву Андрею Николаевичу присвоено звание Героя Российской Федерации с вручением медали «Золотая Звезда» (№ 751).
Продолжил службу в той же части. С 22 января 2004 года — капитан 1-го ранга.
В 2005 году заочно окончил Военно-морскую академию имени Н. Г. Кузнецова. Несколько лет был командиром 328-го экспедиционного аварийно-спасательного отряда. В 2010—2011 годах был начальником 40-го Государственного научно-исследовательского института аварийно-спасательного дела, водолазных и глубоководных работ Министерства обороны России.
В 2011 году руководил группой водолазов 40 ГНИИ, которая участвовала в обследовании и подъёме затонувшего теплохода «Булгария».
Высококвалифицированный специалист в области аварийно-спасательных, водолазных и подводно-технических работ, испытаний водолазной техники и гипербарических технологий. Проработал под водой более трёх тысяч часов.
В 2012 году Военное следственное управление СКР по Западному военному округу возбудило уголовное дело в отношении Звягинцева (некоторые до сих пор считают его сфабрикованным). По версии следствия, в мае 2010 года он сдал в аренду петербургским бизнесменам телеуправляемый подводный аппарат Tiger, с помощью которого двое сотрудников НИИ, операторы аппарата, в течение 23 суток обследовали дно Финского залива в интересах компании. Однако деньги за его использование были перечислены на личный счет Звягинцева. Многими экспертами отмечались признаки сфабрикованности  дела против Звягинцева. 28 октября 2013 года 224-й гарнизонный военный суд признал Звягинцева виновным.
Уволился  из Вооружённых Сил по собственному желанию.
В настоящее время заместитель руководителя ФБГУ «Морская спасательная служба» Минтранса России.
Живёт в Санкт-Петербурге. Являлся депутатом муниципального образования «Город Петергоф» в 2008—2013 гг.

## Награды и звания
- Герой Российской Федерации (13.03.2002)
- Орден «За военные заслуги» (2.06.2010[6])
- медали
- Заслуженный спасатель Российской Федерации (2.08.2006[7])

## Оценки и мнения
Начальник 40 ГНИИ А. Н. Звягинцев, август 2010:

«Курская» операция показала слабую оснащенность в техническом плане нашей спасательной службы. Профессионалы у нас и тогда были одни из лучших в мире, а вот со спецсредствами была сильная напряженка.
Сразу после завершения операции по подъёму атомохода руководство страны выделило из государственного бюджета финансовые средства на модернизацию действующих спасательных судов, строительство новых, а также закупку иностранного глубоководного оборудования. Сегодня многое из того, что было запланировано, уже сделано.

Начальник 40 ГНИИ А. Н. Звягинцев, октябрь 2011:

В космос мы действительно летаем на тысячи километров, а вот под воду нас не пускают… Так и не можем, как полагается, обследовать Марианскую впадину, глубина которой 11 км. Не так просто овладеть и арктическим шельфом, куда сейчас устремились многие страны. Конечно, современная техника творит чудеса, и мы используем роботов, электронику. Но пока что руку водолаза, чувствительность, интуицию ничто не заменит.